# 삼도
3도(三道, 산스크리트어: triṣu mārgeṣu, mārga-traya, 영어: three holy paths, three paths)는 부파불교와 대승불교에서 공통적으로 인정하고 있는 수행(修行)의 3단계인 견도(見道) · 수도(修道) · 무학도(無學道)를 말한다.
즉, 3도는 성문과 보살 모두에게 해당하는 수행의 3단계이다. 성문은 부파불교의 수행자를 뜻하고 보살은 대승불교의 수행자를 뜻한다.
불교의 수행계위는 모두 윤회의 원인인 3계의 번뇌를 극복하는 것과 밀접히 관련되어 있는데, 3도(三道) 또한 마찬가지이며, 모든 번뇌를 견소단(見所斷) · 수소단(修所斷) 즉 견혹(見惑) · 수혹(修惑)으로 나누는 것과 직접적으로 관련되어 있다.
견도(見道, 산스크리트어: darśana-mārga)는 수행자가 모든 견혹(見惑)에서 벗어나는 지위이다. '진리[諦]를 보는 단계[道]'라는 뜻에서 견제도(見諦道)라고도 하고, '진리를 봄'이라는 뜻에서 견제(見諦)라고도 하며 또한 '견도의 지위'라는 뜻에서 견도위(見道位)라고도 한다. 부파불교와 대승불교의 번뇌론과 수행론에 따르면, 모든 견혹은 무루지(無漏智) 즉 무루의 지혜가 최초로 나타나는 순간에 마치 해머로 바위를 산산이 깨뜨리듯이 한꺼번에 끊어진다. 불교에서는 견도를 성취한 유정을 성인 또는 성자라 부른다.
수도(修道, 산스크리트어: bhāvanā-mārga)는 수행자가 수혹(修惑)을 벗어나기 위해 수행하는 기간 또는 지위이다. 수도위(修道位)라고도 한다. 수도(修道)는 성인이 깨달음의 완성을 위해 나아가는 길 또는 과정이므로,  진정 '성인의 길' 또는 '성스러운 길' 또는 '무루성혜(無漏聖慧)의 길'이라는 뜻의 성도(聖道, 산스크리트어: ārya-mārga, 영어: holy path, sacred path)라고 할 수 있다. 한편, 성도(聖道)는 불교 혹은 8정도를 뜻하기도 한다. 수도(修道) 또는 성도(聖道)는 "간략히 말해" 부파불교의 4향4과(四向四果)와 대승불교의 보살10지(菩薩十地)를 말한다.
무학도(無學道, 산스크리트어: aśaiksa-mārga)는 수행자의 수행이 완료되어 무학(無學) 즉 더 이상 배울 것이 없는 지위이다. 무학위(無學位)라고도 한다. 완전한 깨달음을 증득한 상태로 '여래10호 가운데 하나로서의 아라한' 즉 부처의 지위, 즉 불지(佛地) 또는 여래지(如來地)이다.

## 3도와 번뇌
불교의 수행계위는 모두 윤회의 원인인 3계의 번뇌를 극복하는 것과 밀접히 관련되어 있는데, 3도(三道) 또한 마찬가지이다. 불교에서 번뇌를 분류하는 방식은 한 가지만 있는 것이 아니며 여러 가지가 있는데 그 중의 하나가 모든 번뇌를 크게 이지적(理智的)인 번뇌인 견혹(見惑)과 정의적(情意的)인 번뇌인 수혹(修惑)으로 구분하는 것이다. 이지적인 번뇌란 이성[理] 또는 견해[智]와 관련된 번뇌를 말하며 정의적인 번뇌란 마음[情] 또는 의지 · 의사[意]와 관련된 번뇌를 말한다. 무명(無明)처럼 이지적인 측면과 정의적인 측면을 모두 가지는 번뇌도 있으며, 의심[疑]과 같은 이지적인 측면만을 가지는 번뇌도 있다. 정의적인 측면만을 가지는 번뇌는 없다. 예를 들어, 무명은 잘못된 가르침에 의해 생겨난 후천적인 견해로서의 무명도 있고 부처의 상태가 아닌 모든 이의 마음[情] 또는 의지 · 의사[意]에서 항상 발견되기에 시작도 없는 옛날부터 깃들어 있다고 말할 수밖에 없는 무명도 있는데, 이 후자와 같은 것을 정의적인 번뇌라 한다. 말하자면, 정의적인 번뇌 즉 수혹(修惑)은 정확한 표현은 아니지만, 선천적인 번뇌라고 할 수 있다.
번뇌를 견혹(見惑)과 수혹(修惑)으로 나누는 것은 3도(三道)의 수행계위와 직접적으로 관련되어 있다. 한편, 부파불교와 대승불교의 번뇌론과 수행론 등의 교학에 차이가 있기 때문에, 견도 · 수도 · 무학도의 3도가 정확히 어떤 상태를 가리키는가 하는 데에는 차이가 있다. 부파불교와 대승불교는 모두 3도보다 더 세분화된 수행계위 체계를 가지고 있으며 수행론을 다룰 때 크게는 견도 · 수도 · 무학도의 3도에 의거하여 논하지만 보다 자세히는 자신들이 세운 세분된 수행계위 체계에 따라 논한다.
부파불교는 성문4과 · 4향4과 · 5위 · 9지의 수행계위 체계를 가지고 있으며, 대승불교 일반에서는 10지 또는 52위의 보살 수행계위를 가지고 있으며, 대승불교 가운데 유식유가행파의 경우 뢰야3위와 5위의 수행계위 체계를 가지고 있으며 41위 또는 52위와 연결하여 논하기도 한다.
견도(見道)는 수행자가 모든 견혹(見惑)에서 벗어나는 지위이다. 견도위(見道位)라고도 한다. 부파불교와 대승불교의 번뇌론과 수행론에 따르면, 모든 견혹은 무루지(無漏智) 즉 무루의 지혜가 최초로 나타나는 순간, 즉 엄밀히 말해 16심(十六心) 즉 16찰나(十六剎那) 동안 마치 해머로 바위를 산산이 깨뜨리듯이 한꺼번에 끊어진다.
견도(見道)는 부파불교의 수행계위인 성문의 4향4과에서는 수다원향(須陀洹向) 즉 예류향(預流向)에 해당하고, 대승불교의 유식유가행파의 5위(五位)의 수행계위에서는 제3위인 통달위(通達位)에 해당하고, 대승불교 일반의 52위(五十二位)의 보살 수행계위에서는 초지(初地), 즉 10지(十地) 가운데 첫 번째 계위, 즉 환희지(歡喜地)에 해당한다.
수도(修道)는 수행자가 수혹(修惑)을 벗어나기 위해 수행하는 기간 또는 지위이다. 수도위(修道位)라고도 한다.
무학도(無學道)는 수행자의 수행이 완료되어 모든 번뇌를 끊고 진리를 증득한 상태로, 무학(無學) 즉 더 이상 배울 것이 없는 지위이다. 무학위(無學位)라고도 한다. 완전한 깨달음을 증득한 상태로 아라한 즉 부처의 지위이다.

## 3도와 현성
3도(三道)는 범부가 제외된, 성인의 지위에 오른 수행자들의 수행계위를 말하는 것으로, 불교에서 성인(聖人) 또는 성자(聖者)란 무루지 즉 무루혜의 일부라도 성취한 유정을 말한다. 성인(聖人) 또는 성자(聖者)의 '성(聖)'에 대해 《구사론》에서는 다음과 같이 말하고 있다.

慧有二種。有漏無漏。唯無漏慧立以聖名。

지혜[慧]에는 유루혜와 무루혜의 2가지 종류가 있는데 이 중에서 무루혜에만 '성(聖)'이라는 명칭을 쓴다.
— 《구사론》 제26권 〈7. 분별지품(分別智品)〉. 한문본 & 한글본

성인이 아닌 유정을 모두 범부라 하는데, 범부 가운데 성인의 지위에 가까운 이들, 즉 아직 견도의 경지에는 이르지 못했지만 이미 악을 떠난 유정을 현(賢)이라 하며, 견도의 경지 이상의 이들을 성(聖)이라 하며, 이들을 통칭하여 현성(賢聖)이라 한다. 한자어 현성(賢聖)을 한글로 번역하여 성현(聖賢)이라 하기도 한다.
부파불교와 대승불교에서는 성인들의 계위인 3도를 포함하는, 현(賢)을 포함한 범부를 포괄하는 수행계위를 또한 세우고 있다.
예를 들어, 부파불교의 설일체유부에서는 (1) 자량위(資糧位), (2) 가행위(加行位), (3) 견도위(見道位), (4) 수도위(修道位), (5) 무학위(無學位)의 5위를 세운다.
대승불교의 유식유가행파에서는 (1) 자량위(資糧位), (2) 가행위(加行位), (3) 통달위(通達位), (4) 수습위(修習位), (5) 구경위(究竟位)의 5위를 세운다.
화엄종 · 천태종 · 선종 등 대승불교 일반에서는 10신(十信) · 10주(十住) · 10행(十行) · 10회향(十廻向) · 10지(十地) · 등각(等覺) · 묘각(妙覺)의 52위 등의 수행계위를 널리 사용하는데, 유식유가행파의 일파인 법상종에서도 자신들의 5위의 체계와 이들 52위 등의 수행체계를 연결시켜 논하기도 한다.

## 부파불교·대승불교의 견해
3도의 수행계위 자체를 인정하는 것에는 부파불교와 대승불교 간에 차이가 없으나, 부파불교와 대승불교 간에는 심식론와 번뇌론에서 차이가 있기 때문에 수행론인 3도에 대한 해석에 있어서 차이가 있다.
부파불교에서는 마음이 6식으로 이루어져 있다고 보는 것에 비해, 대승불교에서는 마음이 6식에 말나식과 아뢰야식을 더한 8식으로 이루어져 있다고 본다. 그리고, 전의(轉依) 즉 전식득지(轉識得智)를 성취하기 이전까지는, 즉 성불(成佛)하기 이전까지는, 말나식이 아뢰야식의 인식작용(견분)을 자내아(自內我)로 여겨 항상 집착하여 아치 · 아견 · 아만 · 아애의 4번뇌와 항상 상응한다고 보며, 4번뇌 가운데 아치가 근본무명이라고 본다. 이에 따라 모든 번뇌를 크게 번뇌장(아집)과 소지장(법집)의 2장(二障)으로 나누고, 말나식이 일으키는 4번뇌가 소지장(법집)에 속한 것으로 분류한다.
그리고 대승불교에서는 주장하기를, 부파불교에는 말나식과 그것이 아뢰야식을 소연으로 하여 항상 일으키는 4번뇌에 대한 교의가 없으므로 '부파불교에서 말하는 견혹과 수혹'이란 오로지 번뇌장(아집)일 뿐이며, 따라서 '부파불교의 아라한'은 소지장(법집)이 존재하는지도 아예 인식하지 못하는 상태이므로 극복도 하지 못하는 상태이며 따라서 '부파불교의 아라한'은 '부처의 다른 호칭으로서의 아라한'이 아니라 번뇌장(아집)을 완전히 극복한 아주 높은 계위의 수행자일 뿐이라고 주장한다. 즉, '부파불교의 아라한'이 실제로 이런 상태에 머무르고 마는지에 대해서는 의문과 논란이 있으나 대승불교의 교학 즉 이론상으로는 대체로 이렇게 주장되고 있다. 대승불교에서는 '부파불교의 아라한' 즉 '번뇌장(아집)을 완전히 극복한 수행자'는 보살 10지에서 제8지 부동지 보살에 해당한다고 본다. 유식유가행파의 교의에 따르면 이 상태는 3계 중 가장 하층인 욕계에 계속 윤회해야만 하는 상태를 벗어난 경지인데, 아애집장현행위 · 선악업과위 · 상속집지위의 뢰야3위에서 첫 번째 아애집장현행위를 벗어나 두 번째 선악업과위에 들어선 경지이다. 제8지인 부동지 이상은 무공용(無功用)의 지위이다.
하지만, 수도와 무학도에 대해서는 이러한 견해 차이가 있는 것과는 달리 견도에 대해서는 부파불교와 대승불교 모두 의견이 일치한다. 부파불교와 대승불교 모두 견도에 들면 비로소 범부의 상태를 벗어나 성인(聖人)이 된다고 보며, 이 때부터 진정한 의미에서의 성도(聖道)가 시작된다고 본다.

## 같이 보기
- 여래10호 가운데 아라한
- 번뇌
- 98수면
- 미리혹과 미사혹
- 말나식의 4번뇌
- 아뢰야식
- 뢰야3위
- 성문승
- 고법지인
- 4향4과
- 보살 수행계위
- 52위
- 42현성
- 현관
- 6현관

## 참고 문헌
- 고려대장경연구소. 《고려대장경 전자 불교용어사전》. 고려대장경 지식베이스 / (사)장경도량 고려대장경연구소. |title=에 외부 링크가 있음 (도움말)
- 곽철환 (2003). 《시공 불교사전》. 시공사 / 네이버 지식백과. |title=에 외부 링크가 있음 (도움말)
- 권오민 (2003). 《아비달마불교》. 민족사.
- 세친 지음, 현장 한역, 김묘주 번역 (K.594, T.1597). 《섭대승론석》. 한글대장경 검색시스템 - 전자불전연구소 / 동국역경원. K.594(17-76), T.1597(31-321). |title=에 외부 링크가 있음 (도움말)
- 운허.  동국역경원 편집, 편집. 《불교 사전》. |title=에 외부 링크가 있음 (도움말)
- 호법 등 지음, 현장 한역, 김묘주 번역 (K.614, T.1585). 《성유식론》. 한글대장경 검색시스템 - 전자불전연구소 / 동국역경원. K.614(17-510), T.1585(31-1). |title=에 외부 링크가 있음 (도움말)
- (영어) DDB. 《Digital Dictionary of Buddhism (電子佛教辭典)》. Edited by A. Charles Muller. |title=에 외부 링크가 있음 (도움말)
- (중국어) 佛門網. 《佛學辭典(불학사전)》. |title=에 외부 링크가 있음 (도움말)
- (중국어) 星雲. 《佛光大辭典(불광대사전)》 3판. |title=에 외부 링크가 있음 (도움말)
- (중국어) 세친 조, 현장 한역 (T.1597). 《섭대승론석(攝大乘論釋)》. 대정신수대장경. T31, No. 1597, CBETA. |title=에 외부 링크가 있음 (도움말)
- (중국어) 호법 등 지음, 현장 한역 (T.1585). 《성유식론(成唯識論)》. 대정신수대장경. T31, No. 1585, CBETA. |title=에 외부 링크가 있음 (도움말)